# روژه ورسل
روژه ورسل (به فرانسوی: Roger Vercel) نویسنده قرن نوزدهم میلادی اهل فرانسه بود.